# Dangerous Woman (песен)
Dangerous Woman е водещият сингъл от третия студиен албум на американската певица Ариана Гранде. Той е написан и продуциран от Йохан Карлсон и Рос Голан с помощ от Макс Мартин. Песента варира в стиловете на поп, рок и R&B.